# フライラッシング - バート・ライヒェンハル線
フライラッシング - バート・ライヒェンハル線（ドイツ語: Bahnstrecke Freilassing–Bad Reichenhall）はドイツ連邦共和国バイエルン州フライラッシングとバート・ライヒェンハルを結ぶ単線の幹線鉄道である。

## 沿線概況
列車がフライラッシング駅を出発すると、ミュールドルフ方面とローゼンハイム方面の線路とすぐに離れる。アインリングからこの路線はザーラッハ川および国道B20と沿って南西方向に伸びる。バート・ライヒェンハル駅にベルヒテスガーデン方面の地方鉄道がこの路線と直結する。

## 歴史
王立バイエルン国鉄（Königlich Bayerische Staatseisenbahnen）は1866年7月1日フライラッシング - ライヒェンハル区間を盲腸線として開通した。1888年10月、この路線は地方鉄道の開通でベルヒテスガーデンと連結された。 フライラッシング駅の改築過程で1897年にフライラッシング - アインリング区間が移設された。
1914年電車線がこの路線に設置されて、必要な電力はキルヒハイムのザーラッハ発電所より今頃になっても供給されている。正式の電気運転は第一次世界大戦のため1916年に漸く開始された。
2006年にザルツブルクSバーン路線が導入されて、2009年までオーストリア連邦鉄道の電車が通行した。2006年10月にイタリア国鉄系列のレーゲンタール鉄道およびザルツブルク株式会社のコンソシアムは普通列車路線の落札者として指定された。2009年12月時刻表改正の時に、ベルヒテストガーデン地方鉄道 (Berchtesgadener Land Bahn, BLB) がSバーン路線を引き受けた。2021年12月12日以降Sバーン路線はバイエルン地方鉄道（Bayerische Regiobahn, BRB）が運営している。

## 運行形態
この路線の運賃制はザルツブルク運輸連合（Salzburger Verkehrsverbund, SVV）により管理されている。
- IC24/RE24: （ハンブルク・アルトナ-ローゼンハイム-）フライラッシング - バート・ライヒェンハル - ベルヒテスガーデン。
- S3: フライラッシング - ホーフハム - アインリング - ハンマーラウ - ピディング - バート・ライヒェンハル。60分ごと。
- S4: フライラッシング - ホーフハム - アインリング - ハンマーラウ - ピディング - バート・ライヒェンハル - ベルヒテスガーデン。60分ごと。

貨物輸送はフライラッシング - ハンマーラウ間のみで行われて、ほとんどアンナヒュッテ製鋼所の鋼製品・鋼半製品とブルクキルヒェンゴミ焼却場運搬用度の大形円筒コンテナなどが輸送される。